# شهر اوندو
شهر اوندو (به لاتین: Ondo City) یک منطقهٔ مسکونی در نیجریه است که در ایالت اوندو واقع شده‌است. شهر اوندو ۳۵۸٬۴۳۰ نفر جمعیت دارد.